# サンスター
サンスター株式会社（英: Sunstar Inc.）は、大手日用品・トイレタリー用品メーカーである。
本社は大阪府高槻市に所在する。みどり会の会員企業であり三和グループに属している。
かつては、大阪証券取引所に上場していた。

## 概要
創業者の金田邦夫が、1932年に大阪で金田兄弟商会を設立して自転車部品の販売を始め、のちに自転車用ゴム糊を製造したのが始まりである。
その後、金田が戦後に設立した金田軽金属チューブ工業所でゴム糊を充填した金属チューブを開発し、その中身に歯磨剤を充填したことがきっかけで、自転車部品の販売から歯磨剤や歯ブラシ等の製造を開始する会社へと転身し、現在ではオーラルケア用品を中心として、シャンプー、ヘアースプレー、洗剤等の製造・販売を行っている。オーラルケア用品市場はライオン、花王とシェアを争っている。自転車関連事業からは撤退したが、グループ会社のサンスター技研がオートバイ用のスプロケットやディスクブレーキの製造を行っている。
社名の「サンスター」は、合併前の「星光社」が自社の自転車に使用する予定だった商標からきている。また、同社のかつてのシンボルであった『ペンギン』は塩野義製薬が薬用歯磨き発売の提携時に発案したもので、カラーの使用ができない当時の媒体でモノクロでも印象を与えられることや、南極の清涼感をイメージさせることから採用され、塩野義製薬の社章である分銅マークも入れて販売していた。
1969年に塩野義製薬との提携が解消された際にペンギンの使用は一旦取りやめとなったが、市場においてイメージの浸透度が大きかったことから、1972年に塩野義製薬よりペンギンの商標を取得し再び使用している。グループ会社であるサンスター技研のユーザー企業・販売店の親睦団体である「ペンギン会」の名称も、このペンギンにちなんだものである。
なお、童謡の『ペンギンさん』（作詞：重園よし雄・作曲：平岡照章・歌：星野廣子）は、元々は1951年にサンスターシオノギのCMソングとして作られたもので、1951年に日本ビクター（音楽レコード事業部、現・ビクターエンタテインメント）からSP盤が発売されている。規格品番：B-183。
2007年2月14日、経営陣と従業員によるマネジメント・エンプロイー・バイアウト（MEBO/経営陣・従業員買収）を実施した上で株式非上場企業となることを発表し、同年7月26日に大阪証券取引所(現物株市場は現在の東京証券取引所プライム市場及びスタンダード市場)で株式を上場廃止した。また2009年には本社機能を高槻市からスイスのSunstar SAへと移転したため、現在のサンスター株式会社はSunstar SAの日本法人扱いとなっている。

## 組織

### サンスター株式会社
- 生産拠点：高槻、徳島
- 国内営業拠点：札幌、仙台、大宮、新潟、東京、名古屋、金沢、大阪、広島、福岡
- 事業所：東京、大阪

### サンスターグループ
スイスにグローバル本社を置くSunstar SAが、日本のサンスター株式会社を含む全世界の事業を統括している。
コンシューマービジネスグループ（オーラルケア事業、ヘルス＆ビューティ事業）、インダストリアルビジネスグループ（モーターサイクル事業、ケミカル事業）があり、これを統括する経営本部がマネジメントを行っている。
サンスターグループは米州、欧州、アジアの約20か国にオフィスを持ち、約4,000人の従業員が在籍し、100を越える国・地域に製品やサービスを提供している。

## MBOの実施と訴訟
2007年に実施されたMBOの当初提示価格（650円）に対して、元株主より買い取り価格が低いという訴訟を起こされた。2009年9月1日、大阪高裁は原告側の主張に近い840円と決定した。サンスターは同決定を不服として許可抗告を申し立てたが、大阪高裁はこれを不許可。大阪高裁の決定に対し、サンスター側が同年10月、最高裁に特別抗告をしたが、最高裁は2010年2月に会社側の抗告を棄却。判決が確定した。

## 沿革
- 1932年：創業者の金田邦夫が大阪市住吉区（後の東住吉区、現・平野区）で「金田兄弟商会」を設立し、後に自転車用ゴム糊の製造を開始。
- 1941年9月：企業統合により「帝国合同護謨工業有限会社」が設立される。
- 1942年：金田邦夫が帝国合同護謨工業の社長となる。
- 1946年
  - 2月：「金田軽金属チューブ工業所」を設立し金属チューブの製造を開始。
  - 4月：株式会社星光社の依頼により『サンスター歯磨』を開発し製造を開始。
  - 9月：金田軽金属チューブ工業所を「金田金属工業株式会社」に改組。
  - 11月：「巴産業株式会社」を設立し自転車部品の生産にあたる。
- 1948年
  - 3月：「有限会社太陽チューブ工業所」を設立。金属チューブの製造にあたる。
  - 5月：「極東化工株式会社」を設立しレザーの製造を開始。
  - 7月：星光社と塩野義製薬株式会社（コンシューマー事業は現在のシオノギヘルスケア）が薬用歯磨販売で提携。
- 1950年11月：帝国合同護謨工業・金田金属工業・極東化工と星光社の4社が合併、「サンスター株式会社」設立。
- 1951年：旧星光社にあたる部門（化粧品・自転車製造）が再分離。
- 1952年
  - 4月：サンスター株式会社が「サンスター歯磨株式会社」に商号変更。
  - 7月：「サンスター歯刷子株式会社」を設立し歯ブラシの製造を開始。
- 1953年
  - 9月：太陽チューブ工業と巴産業を、サンスター歯磨に吸収合併。
  - 11月：事業収支明確化のためサンスター歯磨より、太陽チューブ工業・巴産業・極東化工が再分離。

これら3社は後にサンスター技研となる。
- 1955年6月：日本全国の販売店を組織化して「サンスター会」を結成。
- 1956年9月：サンスター歯磨が全国10万軒の販売店を結集し、ペンギン会を結成。
- 1958年8月：大阪府高槻市に現在の本社工場・研究所完成。
- 1959年
  - 本社・研究・生産一元体制を確立。
  - 10月：極東化成株式会社がサンスター化学工業株式会社に商号変更。
- 1961年10月：大阪証券取引所2部上場。（上場当時の証券コードは4913）
- 1965年
  - 1月：巴産業株式会社がサンスター金属株式会社に商号変更。
  - 4月：サンスター歯磨が大阪証券取引所第1部上場。
  - 12月：太陽チューブ工業株式会社がサンスターパッケージ株式会社に商号変更。
- 1966年
  - 2月：サンスター歯磨がアメリカのアルバート・カルバー社と合弁提携、アルバートサンスター株式会社設立。VO5ヘアスプレイでヘアケア分野に進出。
  - 4月：大阪証券取引所1部指定替え。
- 1967年1月：サンスター化学工業がアメリカのエセックス･スペシャリティーズ社との合弁会社としてサンスターエセックス化学株式会社を設立。
- 1969年
  - 9月：サンスター歯磨が塩野義製薬との販売提携を解消し、生産販売を一元化。
  - 11月：サンスター金属工業・サンスターパッケージ・サンスター商事・サンスター機工の4社合併により、株式会社サンスター金属を設立。
- 1970年2月：サンスター化学工業が自動車ウインド用接着剤を国産化、アメリカの安全基準に従った施工技術も完成。
- 1971年10月：株式会社サレーヌを設立し、訪問販売化粧品分野に進出。
- 1972年12月：サンスター化学工業がアメリカのユニロイヤル社と技術提携。
- 1973年8月：サンスター歯刷子がサンスター歯磨に合併。
- 1977年
  - 5月：東京・晴海でスーパーカーショーを主催。
  - 7月：「財団法人サンスター歯科保健振興財団」を設立。
- 1978年4月：サンスター化学工業がフランスのカウレップ社と提携し、塩化ビニールアンダーコート技術を導入。
- 1979年4月：株式会社サンスター金属がサンスター金属工業株式会社に商号変更。
- 1980年
  - 9月：英国ビーチャム社と技術提携。
  - 12月：サンスター歯磨を「サンスター株式会社」に商号を再変更。
- 1982年5月：グループ内販売企業の統合により「サンスターグループ開発株式会社」を設立。
- 1983年12月：サンスター社がアメリカのハウメディカ社と提携し、歯科技工分野に進出。
- 1984年8月：サンスターグループ開発を「サンスター開発株式会社」に商号変更。
- 1985年5月：「心身健康道場」を開設。
- 1986年
  - 1月：日星流通株式会社を設立し、物流事業に進出。
  - 7月：米国にサネックス・インクを設立。
  - 11月：神戸で歯周病の国際シンポジウム「サンスターポートサイドシンポジウム」を開催。
- 1987年2月：サンスターの徳島工場が完成。歯ブラシ生産機能を移転。
- 1988年8月：米国歯科用歯ブラシメーカーJ.O.Butler社を買収。
- 1990年1月：世界初の歯周病抗生物質治療薬ペリオクリンの製造承認を取得し発売
- 1998年4月：サンスター開発を「エス・エム・アイ株式会社」に商号変更。
- 2000年11月：エス・エム・アイを「サンスターマーケティング株式会社」に商号変更。
- 2003年：創業家・金田家以外が初めて社長に就任（牧山義仁専務）。
- 2007年
  - 2月：MBOによる株式の非公開化と本社機能の一部のスイス移転を発表。
  - 7月：大阪証券取引所上場廃止。
- 2009年9月：スイス・エトワに Sunstar Suisse S.A. の本社ビルを完成させ、統括本部を設置。
- 2011年4月：サンスター歯科保健振興財団を「一般財団法人サンスター財団」に移行。
- 2012年2月：サンスター・エンジニアリング・インドネシアの第二工場稼働開始。
- 2013年5月：サンスター・エンジニアリング Pte.Ltd.が、サンスター シンガポール Pte.Ltd.に社名変更。
- 2014年：サンスター・アメリカズ・インクがブラジルオフィスを開所。
- 2016年5月：サンスター・アメリカズ・インクがシカゴ郊外のシャンバーグに新オフィス・工場・開発センター開所。
- 2017年
  - 5月：サンスター・ヨーロッパSAがオランダのOral Company Internationalを子会社化、ベネルクス3国でのオーラルケア製品販売を強化
  - 9月：サンスター技研がユーヴィックスを買収し、空気質改善事業を強化。サンスターが神戸大学と共同でバイオ医薬品ウィルス安全性評価試験を行うViSpot（バイスポット）株式会社を設立。
- 2019年
  - 新潟県新潟市に所在する高精度金型製造技術を持つツバメックス社を買収[8]。
  - ドイツ・バイエルン州ライン・アム・レヒ市に、自動車用接着剤の開発製造販売の欧州の拠点として新工場を開設。
- 2021年
  - 3月：大阪府高槻市に、日本グループ各社の本社機能が入居する「サンスターコミュニケーションパーク」を開設。同パークは、「第34回日経ニューオフィス賞」において、全国ニューオフィス推進賞及び、近畿ニューオフィス推進賞を受賞[9]。
  - 8月：オーストリアのヘルスケアIT企業「Playbrush」 社を買収。
  - 10月：山梨県南アルプス市に新設した「サンスター株式会社 山梨工場」が、稼働を開始[10]。

## 主な製品

### オーラルケア
- トータルケア（歯磨き・歯ブラシ・洗口液など）
  - G・U・M（ガム）：J.O.Butler社の買収により1989年から発売。
  - BUTLER（バトラー）
  - settima（セッチマ）：1966年からドイツより輸入、1985年から自社生産。
  - Ora2（オーラツー）：1998年発売[11]。
  - LARK（ラーク）
  - Doクリア
  - エフコート：2015年9月18日発売。
  - イオニック
  - スコール

### ヘアケア
- トニックシャンプー：1968年から発売。
- VO5シリーズ：米国アルバート社との業務提携品、1966年から発売。女性をサポートするヘアスプレーブランドとしているが、男性の利用も可能。

### スキンケア
- SAREINE（サレーヌ）
- EQUITANCE（エクイタンス）
- Atopilogy（アトピロジー）

### 機能性食品
- 健康道場：青汁含む野菜ジュース等

## 工場
- サンスター高槻工場（大阪府高槻市・本社内）
- サンスター徳島工場（徳島県板野郡松茂町）

## 関連企業
- サンスター技研：車両用部品・各種産業用シーリング剤
- サンスターマーケティング株式会社
- サンスターアメリカインク：旧BUTLER社。G・U・Mデンタルケア・シリーズの開発・製造元
- 一般財団法人サンスター財団（旧サンスター歯科保険振興財団）

## CMに起用された有名人
現在
- 永野芽郁：Ora2 me
- そのこ：VO5

過去
- ジェリー藤尾：ゴールドサンスター
- 尾崎奈々（元女優、松竹専属）：ハイ・サンスター
- 江利チエミ：同上
- ダニエル・ビダル（フランスの歌手）：キュートサンスター
- 山田康雄：デミュートサンスター（アニメのペンギンの声）
- 泉大助：フォルテサンスター
- 鬼太鼓座：サンスタートニック（代表者1名が和太鼓を叩く場面のみ）
- 朝比奈マリア：サンスタートニックトリートメントリンス（馬に乗る場面のみ）
- 野村克也（元プロ野球選手）：Do
- 古尾谷雅人：サンスタートニック
- イルカ：アクアフレッシュ
- レオナルド熊
- ビートたけし：デミュートサンスター
- ラッシャー板前：デミュートサンスター
- 井手らっきょ：デミュートサンスター
- 三田村邦彦：サンスターニューソルト、サンスターDo
- 長門裕之・南田洋子 夫妻：ソルトサンスター
- 金田賢一：サンスタートニック、ソルトサンスター
- 夏木マリ：VO5クイックカラートリートメント
- ピーター：同上
- 唐沢寿明：サンスタートニック
- 西山浩司：同上
- 松木安太郎：同上（男性の様子をサッカー中継風に解説）
- 純名里沙：Doクリア
- 三倉茉奈・佳奈
- 桜井幸子
- ゆず
- HYDE：VO5（2007年1月より）
- 横山剣：サンスタートニック
- 岩崎ひろみ：Do
- 日比野克彦：スコール（口臭防止剤。CMでの演出上、人の呼気を目に見える様に表現する為、冷凍倉庫内に造ったスタジオセットで撮影。電車内でのイメージ他、数本のCMがあった。）
- Wコロン：祝いハブラシ
- 梅宮万紗子：settima（セッチマ）オフィシャルWEBサイトイメージモデル
- 小西真奈美：VO5 他
- 鈴木福：初夢・初福・初ハブラシ（妹の鈴木夢と共演）
- 勝地涼：Doクリア（「ハブラシくん」の声を担当）
- きゃりーぱみゅぱみゅ：Ora2
- マギー：VO5※2016年8月から
- Perfume：Ora2宝石の雨
- トリンドル玲奈：VO5
- 小松菜奈：Ora2 me
- オダギリジョー：G・U・M デンタルリンス 徹底口臭ケア篇
- 加藤綾子：G・U・M デンタルリンス ナイトケア
- 佐々木蔵之介：G・U・M歯周プロケア シリーズ
- 蒼あんな・れいな：VO5
- 阿部寛：企業CM・G・U・M ウェルプラス

## 提供番組

### テレビ
2025年3月現在
（一社提供）
- ヒポクラテスの誓い（BS-TBS・3月・6月・9月・12月の最終土曜日に放送）
- 寺島実郎の世界を知る力（TOKYO MX・毎月第3日曜に放送）

（60秒以上）
- 新春スポーツスペシャル箱根駅伝（日本テレビ・毎年1月2日・1月3日。60秒）

（30秒）
- ZIP!（日本テレビ・木曜7時台前半1部ナショナルセールス枠、2023年4月より）
- My Routine〜太陽と星空の時間〜（フジテレビ・関東ローカル）
- 羽鳥慎一モーニングショー（テレビ朝日・水曜日、提供開始から全国ネット唯一の筆頭提供番組であった。前番組「情報満載ライブショー モーニングバード!」提供開始から生CM60秒であり、一時期は前述の生CMに30秒のCMが加わるため、90秒であった。提供読みでは、「Ora2・G・U・Mハミガキでおなじみのサンスター」だった。2020年4月より月曜日・水曜日の30秒。その後金曜の30秒も加わる。
- ごごたま（テレ玉）（月曜日のサンスターまちかどフレッシュのコーナーに提供。番組の都合により同局のひるたまにて放送される場合あり）

過去（一社提供）
- TBS水曜19:30枠
  - テキサス決死隊（英語版）
  - ライフルマン
  - アラカザンの魔法（英語版）
  - トムとジェリー
  - てんてこ漫遊記（ABC）
  - マイ・チャンネル!（ABC）
  - ドタンチ親子（ABC）
  - コンビでいこう!（ABC）
- 日本テレビ火曜21:30枠
  - 母の曲
  - 新雪
  - 氷壁
- TBS木曜19:30枠
  - クイズ日本昔がおもしろい
  - 仰天!くらべるトラベル
- お天気のお知らせ（朝日放送。1971年4月 - 1979年3月）：ペンギンの実写映像をバックに気象情報のテロップを表示する内容だった。
- ビートポップス（フジテレビ）：初期のみ。
- リボンの騎士（フジテレビ）
- やっぱり猫が好き（フジテレビ）
- 8020探検隊（フジテレビ）
- みがくひと（毎日放送・2017年10月 ‐ 2019年9月、日曜22:54 - 。2018年11月現在ではテレビ番組唯一の一社提供。）

過去（複数社提供）
- 日本テレビ系列
  - ルックルックこんにちは（番組内ではCMソング「ペンギンさん」をBGMに生CMを放送）
  - ぐるぐるナインティナイン
  - ダウンタウンDX（読売テレビ）
  - 水曜グランドロマン（22時台、末期）
  - 水曜21時枠とんねるずの生でダラダラいかせて!!（筆頭）→ザ!世界仰天ニュース（水曜日時代）
  - エンタの神様
  - 世界まる見え!テレビ特捜部
  - 究極の○×クイズSHOW!!超問!真実か?ウソか?：2017年4月から提供開始、『ザ!世界仰天ニュース』から移動。
  - プロ野球オールスタースポーツフェスティバル（ytv、1992年・1993年、毎年1月第1日曜日・60秒）
  - 沸騰ワード10：『究極の○×クイズSHOW!!超問!真実か?ウソか?→超問クイズ! 真実か?ウソか?』終了後の後番組として引き続き提供。
  - アナザースカイ（2020年4月より2021年3月までの全国ネットのスポンサー）
  - 秘密のケンミンSHOW極 （読売テレビ制作全国ネット・前身の秘密のケンミンSHOW放送開始から2021年3月末まで）
  - News zero（日本テレビ・隔日、2023年3月末まで）
- フジテレビ系列
  - オレたちひょうきん族
  - 奇跡体験!アンビリバボー
  - 平成教育委員会
  - 土曜プレミアム
  - ザ・ベストハウス123
- TBS系列
  - 学校そば屋テレビ局
  - 金曜テレビの星!
  - 筋肉番付
  - どうぶつ奇想天外!
  - JNNニュースデスク
  - 世界ウルルン滞在記（MBS）
  - 毎日甲子園ボウル（同上、1992年 - 1998年）
  - てなもんや一本槍（ABC、腸捻転時代）
- テレビ朝日系列
  - 土曜ワイド劇場（テレビ朝日、朝日放送）
  - 地球戦隊ファイブマン(テレビ朝日)
  - 美少女戦士セーラームーンSuperS（テレビ朝日、1995年10月 - 11月）
  - 忍ペンまん丸（テレビ朝日、1997年9月 - 10月）
  - 必殺シリーズ（朝日放送、1980年代）
  - まじかる☆タルるートくん（同上）
  - マシュランボー（同上）
  - ダウンタウン探偵組91（同上、筆頭）
  - 火曜20時枠（朝日放送制作）平成ふしぎ探検隊（筆頭）→火曜ドラマリーグ→火曜ドラマ（筆頭）→たけしの万物創世紀（筆頭）
  - ワイド!スクランブル
  - ステーションEYE
  - スーパーJチャンネル
  - ミュージックステーション
  - 報道STATION（2008年4月から毎週木曜日に提供：2009年3月26日で降板、ABC制作の『たけしの本当は怖い家庭の医学』に移動。）
  - 情報満載ライブショー モーニングバード!
  - サンデーステーション：2018年4月から提供開始、『名医とつながる!たけしの家庭の医学』から移動。2019年3月まで。
  - サンドウィッチマン&芦田愛菜の博士ちゃん：2023年4月より2024年3月まで。
  - 最終警告!たけしの本当は怖い家庭の医学（ABC）：「報道STATION」降板後の2009年4月放送「学べる!!ニュースショー!」3時間スペシャル以降。
  - たけしの健康エンターテインメント!みんなの家庭の医学（同上）：『たけしの本当は怖い家庭の医学』より継続。
  - 名医とつながる!たけしの家庭の医学（ABC）：『みんなの家庭の医学』より継続。
  - 全国高校野球選手権大会中継（同上、1995年 - 1998年）
- テレビ東京
  - 木曜洋画劇場
  - 日曜ビッグバラエティ
  - やりすぎコージー
- その他
  - BUM（スペースシャワーTV）
  - 金曜いきいきタイム（サンテレビ）
  - サンテレビボックス席（同上）
  - 三重テレビナイター（三重テレビ）など多数

その他にはフジテレビ深夜枠をはじめ、スポット枠などでCMを流している。

### ラジオ
2023年現在（単独提供）
- SUNSTAR MIDNIGHT HARBOUR（FMヨコハマ、2011年4月 - 、FM802、2011年9月 - ）
- SUNSTAR WEEKEND JOURNEY（FMヨコハマ、FM COCOLO）
- おはようパーソナリティシリーズ（朝日放送→朝日放送ラジオ）
  - 『おはようパーソナリティ道上洋三です』の放送期間中から、8時台の「健康道場」（健康に関する情報やリスナーからのメッセージを生放送中に日替わりで紹介するコーナー）を提供。同番組は2022年3月25日（金）で終了したが、「健康道場」については、翌週（3月28日）以降も月曜日 - 木曜日分を『おはようパーソナリティ小縣裕介です』・金曜日分を『おはようパーソナリティ古川昌希です』内で放送している。
- 道上洋三の健康道場（朝日放送→朝日放送ラジオ、2014年10月 - ）
  - 『おはようパーソナリティ道上洋三です』内の「健康道場」から派生した事前収録の対談番組で、2019年9月まではJRN加盟の9局でも放送されていた。同年10月から、関西ローカルで放送を継続。
- 蓮見孝之 まとめて!土曜日「まとめて!聞かせて」（TBSラジオ、2017年4月 - ）
当該コーナーは2018年9月まで6:40頃から放送され、一部のJRN地方局にもネットされていたが、TBSラジオ以外のネット局ではスポンサー協賛がなかった。
- サンスター 文化の泉 ラジオで語る昭和の文化（TBSラジオ制作JRNネット、2019年4月 - ）

過去（単独提供）
- ペンギンタイム（新日本放送→毎日放送）
- ナイター速報（TBSラジオ）
- サンスター 三田村邦彦(必殺仕事人の秀)の20時（FM新潟他）
- SUNSTAR HAPPY MORNING（bayfm、2007年10月 - 2009年6月）
- SUNSTAR TONIC presents 爽るTONIC, SOUL MUSIC（JFN系列7局、2009年4月 - 2009年9月）
- SUNSTAR PORT WALK（FMヨコハマ、2009年7月 - 2011年3月）